# Una habitación propia
Una habitación propia es un ensayo escrito por Virginia Woolf. Publicado por primera vez el 24 de octubre de 1929, el ensayo está basado en una serie de conferencias que la autora desarrolló en octubre de 1928 en el Newnham College y el Girton College, ambos colegios universitarios femeninos de la Universidad de Cambridge. Si bien el ensayo emplea un narrador ficticio y la prosa para explorar a mujeres (tanto escritoras como personajes de ficción), y el manuscrito preparado para las conferencias se tituló "Mujeres y Ficción", el ensayo está considerado no-ficción. Generalmente se clasifica como un texto feminista, y su argumento gira en torno a un espacio literal y ficticio para escritoras que se encuentran dentro de una tradición literaria dominada por hombres.

## Temas

### El acceso de las mujeres a educación
El título del ensayo proviene de la idea de Woolf de que "una mujer debe tener dinero y una habitación propia para poder escribir novelas". Woolf observa que las mujeres han sido apartadas de la escritura debido a su pobreza relativa, y que la libertad económica traerá a las mujeres la libertad para escribir: "Para empezar, tener una habitación propia... era algo impensable aun a principios del siglo diecinueve, a menos que los padres de la mujer fueran excepcionalmente ricos o muy nobles".[5] El título también se refiere a la necesidad de cualquier autor de tener licencia poética y la libertad personal para crear arte.
El ensayo examina si las mujeres eran capaces de crear, y la libertad que tenían para producir un tipo de trabajo de la calidad de William Shakespeare, atendiendo a las limitaciones que las mujeres escritoras, pasadas y presentes, enfrentan.
El padre de Virginia, Leslie Stephen, siguiendo el pensamiento de su época, consideraba que solo había que enviar a la escuela a los chicos de la familia. Woolf difundió la idea de que, dado que su padre no creía necesario invertir en la educación de sus hijas, ella fue privada de la experiencia de escolarización formal. Aun así, recientemente se ha descubierto en el archivo del King's College de Londres que Virginia y su hermana Vanessa asistieron al Departamento de Mujeres del King's College, donde cursaron clases de griego y alemán durante unos años. Con los temas tratados por Woolf en el ensayo, la autora está dirigiéndose a mujeres que tienen la oportunidad de aprender en un contexto formal y comunal. Woolf insiste a su audiencia sobre la importancia de la educación y al mismo tiempo les advierte de la precariedad de su posición como mujeres en la sociedad.

#### Judith Shakespeare
En una de las secciones Woolf inventa un personaje, Judith, "la hermana de Shakespeare," para ilustrar que una mujer con las habilidades de Shakespeare habría sido privada de la oportunidad de desarrollarlas debido a todas las puertas que estaban cerradas a las mujeres. Como Woolf, que se quedaba en casa mientras sus hermanos iban a la escuela, Judith permanece en el hogar mientras William va al colegio. Judith está atrapada en la casa: "Tenía el mismo espíritu de aventura, la misma imaginación, las mismas ansias de ver el mundo que él. Pero no la mandaron a la escuela." Con esta frase, Woolf resume todas las esperanzas de Judith Shakespeare en contraposición con las de su hermano, y con ese "pero" elimina cualquier posibilidad de que Judith pueda cumplir su sueño . Mientras William se dedica a aprender, los padres de Judith no le permiten abrir un libro, pues necesariamente habría tenido que descuidar alguna tarea del hogar a la que debía estar dedicándose. Judith se promete en matrimonio y, cuando se niega a desposarse, su padre le pega y la obliga a casarse. Mientras Shakespeare va estableciéndose en la vida, Judith se encuentra limitada por las expectativas sociales de ser mujer. Judith se suicida y toda su genialidad se pierde; al contrario, Shakespeare sigue su vida y deja su legado para el futuro.

### Una historia de la escritura de las mujeres
En el ensayo, Woolf realiza un importante recuento histórico de escritoras hasta esa fecha. Examina las carreras de varias autoras, incluyendo a Aphra Behn, Jane Austen, las hermanas Brontë, Anne Finch, la condesa de Winchilsea y George Eliot. Además de estas, habla también de la destacada estudiosa y feminista Jane Ellen Harrison, y se inspira en ella. Harrison es presentada en el ensayo solo por sus iniciales, separadas por largos guiones, y Woolf se refiere a ella como "la famosa estudiosa… J ---- H---- ".
Habla asimismo de Rebecca West y cuestiona a Desmond MacCarthy (al que se refiere como "Z"), quien desestima a West como una "feminista acabada". Entre los hombres a los que les reprocha su visión de las mujeres figura F. E. Smith, primer conde de Birkenhead (al que se refiere como "lord Birkenhead"), que se oponía al sufragio femenino y de quien Woolf dice que "no se molestará en tener en repetir la opinión de lord Birkenhead sobre las mujeres escritoras". El ensayo también cita a Oscar Browning a través las palabras (posiblemente inexactas) de su biógrafo H. E. Wortham: "'… la impresión que le quedaba en la mente tras corregir cualquier clase de exámenes era que… la mujer más dotada era intelectualmente inferior al hombre menos dotado'"(10). Además de estos, Woolf se refiere sutilmente a muchos de los intelectuales más prominentes de su época.

### Las cuatro Marys
La narradora de la obra es identificada en cierto momento como "Mary Beaton, Mary Seton, o Mary Carmichael", aludiendo a la balada del siglo XVI Mary Hamilton. Al hacer referencia a la historia de una mujer a punto de ser colgada por vivir fuera del matrimonio y rehusar la maternidad, el narrador identifica a escritoras incluida ella misma como intrusas que existen en un espacio potencialmente peligroso. Es importante destacar que la heroína de Woolf, Judith Shakespeare, muere por su propia mano, después de quedarse embarazada de un actor. Como la mujer de Las cuatro Marys, está embarazada y atrapada por unas circunstancias vitales impuestas sobre ella. Woolf ve a Judith Shakespeare, Mary Beaton, Mary Seton, Mary Carmichael, como mujeres impotentes, empobrecidas que se encuentran en todas partes amenazadas por la sombra de la muerte.

### Lesbianismo
En otra sección donde se describe el trabajo de una escritora ficticia, Mary Carmichael, Woolf intencionadamente invoca el lesbianismo: "Entonces, puedo deciros que las palabras que a continuación leí eran exactamente éstas: «A Chloe le gustaba Olivia...» No os sobresaltéis. No os ruboricéis. Admitamos en la intimidad de nuestra propia sociedad que estas cosas ocurren a veces. A veces a las mujeres les gustan las mujeres". Woolf hace referencia al juicio por obscenidad y el alboroto público producidos tras la publicación de la novela de tema lésbico El pozo de la soledad, de Radclyffe Hall, publicado en 1928. Antes de referirse al hecho de que a Chloe le gusta Olivia, el narrador tiene que asegurarse de que el señor Chartres Biron, el magistrado del juicio por obscenidad, no se encuentra entre el público: "No hay ningún hombre presente? ¿Me prometéis que detrás de aquella cortina roja no se esconde la silueta de Sir Chartres Biron? ¿Me aseguráis que somos todas mujeres? Entonces, puedo deciros que..."
La crítica feminista y estudiosa de Woolf, Jane Marcus, cree que Woolf estaba proporcionando a Radclyffe Hall y otros escritores un ejemplo de cómo hablar sobre lesbianismo de manera lo suficientemente discreta como para evitar juicios por obscenidad; "Woolf ofrecía a su escritor y amigo una lección sobre cómo dar una charla sobre lesbianismo y escribir una novela lesbiana y poder salirse con la suya." Marcus describe la atmósfera que reinaba en la universidad de las mujeres a la llegada de Woolf y durante su estancia con su amante Vita Sackwille-West y la tilda de "sáfica". Woolf se siente cómoda hablando de lesbianismo en sus charlas con las alumnas porque siente que una universidad femenina es un sitio seguro y esencial para tales discusiones.

## Citas
En este párrafo, Woolf resume el claro contraste que existe entre cómo las mujeres están idealizadas en la ficción escrita por hombres, y cómo la sociedad patriarcal las ha tratado en la vida real:

No siendo historiador, quizá podría uno ir un
poco más lejos y decir que las mujeres han ardido como faros en las obras de
todos los poetas desde el principio de los tiempos. En realidad, si la mujer no hubiera existido más que
en las obras escritas por los hombres, se la imaginaría uno como una persona
importantísima; polifacética: heroica y mezquina, espléndida y sórdida,
infinitamente hermosa y horrible a más no poder, tan grande como el hombre,
más según algunos. Pero ésta es la mujer de la literatura. En la realidad, como señala el profesor Trevelyan, la encerraban bajo llave, le pegaban y la
zarandeaban por la habitación.
De todo esto emerge un ser muy extraño, mixto. En el terreno de la
imaginación, tiene la mayor importancia; en la práctica, es totalmente
insignificante. Reina en la poesía de punta a punta de libro; en la Historia casi
no aparece. En la literatura domina la vida de reyes y conquistadores; de hecho,
era la esclava de cualquier joven cuyos padres le ponían a la fuerza un anillo en
el dedo. Algunas de las palabras más inspiradas, de los pensamientos más
profundos salen en la literatura de sus labios; en la vida real, sabía apenas leer,
apenas escribir y era propiedad de su marido. 

## Crítica
La famosa demanda de Woolf a favor de la hipotética figura de escritora, representada narrativamente por las Cuatro Marys, está articulada en el siguiente párrafo:
"Démosle una
habitación propia y quinientas libras al año, dejémosle decir lo que quiera y
omitir la mitad de lo que ahora pone en su libro y el día menos pensado
escribirá un libro mejor."
La crisis de 1929 y su consiguiente ajuste del valor monetario hizo que 500 libras de entonces tuviesen un valor equivalente a 25 mil (unos 43 mil dólares) en la actualidad (2013) (tomando como punto de referencia la inflación del coste de bienes) o unas 75 mil libras (unos 130 mil dólares) (tomando como referencia la subida en los sueldos de la población trabajadora). Las fluctuaciones económicas producidas representaban valores muy bajos para la clase media alta, incluso más bajos que los que George Orwell describe en El camino a Wigan Pier (publicado en 1937, pero relevante en su descripción del ambiente de preguerra en este pasaje):
"Pertenecer a esta clase ganando 400 libras al año era un asunto complicado, pues implicaba que la gentileza era casi puramente teórica. Se vivía, por decirlo de algún modo, en dos niveles simultáneamente. Teóricamente se sabía todo eso sobre el servicio doméstico y las propinas, pero en la vida real se tenía uno o dos como mucho. Teóricamente se sabía cómo vestir y cómo pedir comida, pero en la vida real nunca se podía uno permitir ir a un sastre decente o a un restaurante decente. Teóricamente se sabía cómo disparar y montar, pero en la vida real no se tenían caballos que montar ni un metro cuadrado de tierra donde disparar". 
Las 500 libras servían para vivir sin tener un empleo pero sin la capacidad para permitirse ninguna extravagancia. Esta (mínima) independencia económica introduce un elemento sociopolítico en el argumento de Woolf que pasa no solo a tomar en cuenta la dinámica del género sino las divisiones de clase social. Esto ha sido atacado en el mundo de la academia y la literatura en cierto número de ocasiones. 
Alice Walker, a pesar de la crítica, desacreditó el ensayo de Woolf por su exclusión de mujeres de color y escritoras que no tuviesen los medios para obtener esa independencia garantizada por una habitación propia. En En busca de los jardines de nuestras madres: prosa mujerista, Walker escribe: "Virginia Woolf, en su obra Una habitación propia, escribió que para que una mujer escribiese ficción necesitaba poseer dos cosas, ciertamente: una habitación propia (con su llave y su cerradura) y suficiente dinero para mantenerse a sí misma. ¿Qué hacer pues con Phillis Wheatley, una esclava, que ni siquiera se poseía a sí misma? Esta enfermiza y frágil mujer negra que a veces requería un asistente propio dada la precariedad de su salud, fue alguien que, de haber sido blanca, habría sido fácilmente considerada intelectualmente superior a todas las mujeres ya la mayoría de los hombres de la sociedad de su tiempo". 
Walker reconoce que Wheatley está en una posición bastante diferente de la narradora del ensayo de Woolf, en esta posición no se posee ni a sí misma, mucho menos “una habitación propia”. Wheatley y otras mujeres escritoras existen fuera de esta habitación, fuera de este espacio que Woolf establece para las escritoras. A pesar de que señala los límites del ensayo de Woolf, Walker, al unir prosa mujerista (ficción de mujeres) a espacio físico y metafórico de los jardines de nuestras madres, rinde homenaje al cometido de buscar un espacio, “habitación”, para escritoras.

## Traducciones al castellano
Un cuarto propio, Jorge Luis Borges, Sur, 1936.
Una habitación propia, Laura Pujol, Seix Barral, 1967.
Un cuarto propio, María Milagros Rivera Garretas, Horas y Horas, ed., 2003.
Una habitación propia, Catalina Martínez Muñoz, Alianza, 2012.
Un cuarto propio , Cecilia Pavón, 2022.

## Adaptaciones
El ensayo fue adaptado para una obra de teatro por Patrick Garland, quien puso en escena a Eileen Atkins. La adaptación para televisión, dirigida por Patrick Garland, fue retransmitida por PBS Masterpiece Theatre en 1991.